# Aéroport de St. Petersburg-Clearwater
L'aéroport international St. Petersburg-Clearwater (code IATA : PIE • code OACI : KPIE • code FAA : PIE), appelé localement St. Pete–Clearwater International Airport, est un aéroport militaire et civil dans le comté de Pinellas, en Floride, desservant l'aire urbaine de la baie de Tampa. Il est situé neuf miles au nord du centre-ville de St. Petersburg, sept miles au sud de Clearwater, et dix-sept kilomètres au sud-ouest de Tampa.

## Situation
| Daytona Beach Fort Lauderdale Fort Myers Gainesville Jacksonville Key West Orlando-Melbourne Miami Orlando Orlando-Sanford Panama City Pensacola Punta Gorda Sarasota-Bradenton St. Augustine St. Petersburg-Clearwater Tallahassee Tampa Valparaiso Palm Beach Naples Vero Beach |

## Compagnies et destinations
| Compagnies           | Destinations |
| -------------------- | --- |
| Allegiant Air        | - Allentown-Bethlehem-Easton, - Appleton-Outagamie, - Asheville, - Austin-Bergstrom, - Bangor, - Saint-Louis MidAmerica, - Central Illinois, - Cedar Rapids, - Chattanooga (en), - Greater Rockford (en), - Cincinnati-Northern Kentucky, - Columbus (Rickenbacker Int'l), - Concord, C. du N. (en), - Cleveland-Hopkins, - Dayton, - Des Moines, - Elmira/Corning, - Flint-Bishop, - Fort Wayne (en), - Grand Rapids-G. R. Ford, - Greensboro (en), - Greenville-Spartanburg, - Harrisburg (Middletown), - Huntington (Tri-State/Milton), - Indianapolis, - Kansas City, - Knoxville-McGhee Tyson (en), - Lexington-Blue Grass (en), - Louisville-Standiford Field, - Memphis, - Milwaukee-General Mitchell, - La Nouvelle-Orléans-L. Armstrong, - Newburgh-Stewart, - Niagara Falls, - Norfolk, - Ogdensburg (en), - Omaha-Eppley, - Greater Peoria (en), - Pittsburgh, - Plattsburgh, - Providence-T. F. Green, - Raleigh-Durham, - Roanoke–Blacksburg (en), - Sioux Falls, - South Bend (Indiana) (en), - Springfield–Branson (en), - Syracuse-Hancock, - Toledo Express, - Trenton (comté de Mercer), - Trois-Cités (en), - Wilkes-Barre/Scranton, - Youngstown En saison: - Fargo-Hector, - Hagerstown (Washington County) (en), - Moline (Quad-City) (en), - Phoenix-Mesa-Gateway, - Portsmouth, New Hampshire (en), - Richmond-Byrd Field, - Tulsa (en) " |
| Sun Country Airlines | Charter: Gulfport-Biloxi |
| Sunwing Airlines     | En saison : Halifax (Stanfield), Toronto (Pearson) |